# Stefan Gräslund
Stefan Gräslund, född 13 januari 1979, är en svensk låtskrivare. Han har producerat samt skrivit text och musik till Veronica Maggios album Vatten och bröd. Han har också skrivit musik till en rad filmer och dokumentärer. Stefan Gräslund är son till Datainspektionens generaldirektör Göran Gräslund.